# Samsara – Geist und Leidenschaft
Samsara – Geist und Leidenschaft ist ein Film von Regisseur Pan Nalin, gedreht im Jahr 2001 in Indien (Kaschmir).

## Handlung
Der buddhistische Mönch Tashi hat drei Jahre, drei Monate, drei Wochen und drei Tage lang in Abgeschiedenheit meditiert. Als er von Mönchen seines Heimatklosters geholt wird, wirkt er leblos. Erst nach einiger Zeit erholt er sich und wird von den anderen Mönchen wegen seiner intensiven Meditationspraxis bewundert. Doch Tashi interessiert sich nun mehr für seine Sexualität als für seine bisherigen spirituellen Ziele. 
Bei einem Ausflug in ein nahe gelegenes Dorf begegnet Tashi einer jungen Frau – Pema – und verliebt sich. Zurück im Kloster werden seine Zweifel am klösterlichen Leben und den strengen Regeln immer größer. Das bleibt auch dem weisen Abt Apo nicht unbemerkt. Er schickt Tashi zu einem Einsiedler, der ihn in die Geheimnisse der Liebe und des heiligen Tantra einweiht. Tashi entschließt sich daraufhin das klösterliche Leben zu beenden. Er legt sein Mönchsgewand ab und begibt sich zur Familie von Pema. Dort lässt er sich als Landarbeiter anstellen. Tashi und Pema kommen sich immer näher – und schließlich heiraten sie.
Tashi steht nun mit beiden Beinen im weltlichen Leben. Der Liebesbeziehung mit Pema entspringt ein Kind. Doch den anfänglichen Erfahrungen von Glück, Liebe und Beziehung gesellen sich im Laufe der Jahre zunehmend auch leidvolle Erfahrungen. Er erliegt verbotenen Versuchungen, spürt die negativen Auswirkungen von Lügen, Hass und Gewalt. Tashi erkennt, dass auch das Leben außerhalb des Klosters schwierig und voller Tücken ist. Er überlegt, ob er zum klösterlichen Leben zurückkehren und Frau und Kind zurücklassen oder doch das weltliche Leben fortsetzen soll.
Tashi verlässt heimlich seine Familie, schert sich seinen Kopf und legt wieder sein Mönchsgewand an. Auf dem Weg zum Kloster trifft er auf Pema, die ihn sucht. Pema macht ihm große Vorwürfe, warum er Frau und Kind zurücklasse. Auch hält sie ihm vor, dass sein Gang zurück ins Kloster egoistisch sei. Sie fragt ihn, warum nur er den spirituellen Weg gehen soll und warum nicht Pema. Tashi bricht in Tränen aus, bittet sie um Verzeihung und verspricht, zu Frau und Kind zurückzukehren. Pema gibt ihm daraufhin die mitgebrachte Mönchsschale und reitet davon. Die letzte Szene lässt allerdings auch andere Deutungen zu.

## Kritiken
- Die Welt: märchenhaft und authentisch zugleich
- Tagesspiegel: Nalin erzählt schnörkellos, als sei's eine Heiligenlegende; der gemessene Rhythmus entwickelt mitunter eine fast schwebende Qualität. Doch wie sein Held stolpert auch der Regisseur über den Reiz des allzu naheliegend Schönen – und der Darstellung der Leidenschaften. Lächerlich auf den Höhepunkt getrieben wird das, als Tashi von einer Landarbeiterin mit einer Liebestechnik zum Ehebruch bewegt wird, die im Kamasutra als ‚Mühle‘ bezeichnet und mithilfe eines Deckenbalkens und des zur Schnur gewundenen Sari praktiziert wird. Buddhaseidank naht Ehefrau Pema im rechten Moment.[2]

## Hintergrund
- Pema wird gespielt von Christy Chung, der früheren Miss Chinese International[3]
- Samsara wird im Buddhismus als Kreislauf von Werden und Vergehen angesehen. Bestandteil von Samsara sind Leid und Unvollkommenheit. Das Ziel buddhistischer Praxis liegt letztendlich darin das Leid (und damit Samsara) zu überwinden und den Zustand von Nirwana zu erreichen.

## Filmmusik
| 1. Pema’s theme             | 13. Farmer’s chant        |
| 2. Maniwall                 | 14. Dawa’s arrival        |
| 3. The eagle                | 15. Acceptance            |
| 4. Prayer                   | 16. Dawa’s theme          |
| 5. The return               | 17. Karma’s theme         |
| 6. For noble truths         | 18. Peacock               |
| 7. Awake                    | 19. Sujata’s theme        |
| 8. Tashi meets Pema         | 20. The stick & the river |
| 9. Time to choose           | 21. Fire                  |
| 10. Tantric drawings        | 22. Tashi’s theme         |
| 11. Prayer at the monastery | 23. Bumblebee             |
| 12. Kala’s theme            |                           |